# The Movies: Stunts & Effects
The Movies: Stunts & Effects è un'espansione del videogioco di simulazione The Movies. L'espansione è stata sviluppata dai Lionhead Studios per i sistemi Microsoft Windows e pubblicato dall'Activision il 6 giugno 2006 negli Stati Uniti d'America e in Europa il 16 giugno 2006; tuttavia, l'espansione non è mai stata tradotta dall'inglese, e quindi non è mai uscita in paesi come Italia, Spagna e Francia, dove invece il gioco originale era stato commercializzato.
L'espansione aggiunge nuove caratteristiche, le principali sono la presenza di nuovi set cinematografici, degli stuntman e degli effetti speciali. Inoltre viene aggiunta la possibilità di scegliere angolazioni particolari per la telecamera e non limitarsi a quelle fornite dal programma (la cosiddetta Free-cam).

## La pubblicazione
Il gioco venne pubblicato solo sul mercato inglese, e quindi limitatamente agli USA e al Regno Unito. Ciò provocò una rivolta degli appassionati di The Movies degli altri paesi, che ebbe il culmine in Francia con The French Insurrection for Stunts & Effects, nella quale vennero inviati alla società Activision una ventina di film di protesta realizzati con lo stesso gioco.
Nonostante ciò, Activision non cedette, e dichiarò la sua intenzione di non far uscire l'espansione tradotta.
In Francia venne creata un PATCH del gioco che consentiva l'utilizzo dell'espansione con la versione francese di The Movies preinstallata.